# LEGO Ninjago

Logo ufficiale della linea

LEGO Ninjago è una linea di giocattoli LEGO iniziata nel 2011. Diversamente da alcune serie LEGO precedenti, essa presenta elementi più fedeli al Giappone feudale.

## Serie animata

### LEGO Ninjago (2011-2022)
La serie ha avuto inizio il 14 gennaio 2011, con una canzone a tema, cantata dal gruppo musicale The Fold e chiamata The Weekend Whip, usata anche come sigla. Il finale della serie doveva essere trasmesso il 21 novembre 2012 ma LEGO, in seguito al grande successo ottenuto, ha annunciato che la serie sarebbe continuata nei primi mesi del 2014.
La serie ha avuto dieci stagioni, più uno speciale, in cui si è chiamata Ninjago: Masters of Spinjitzu fino al 2019, con episodi di 22 minuti. Dallo stesso anno, il nome della serie è stato ridotto semplicemente in Ninjago, con episodi da 11 minuti, fino al 1º ottobre 2022, data di uscita degli episodi dell'ultima stagione.
Un intero album musicale dedicato a Ninjago è stato pubblicato nel marzo 2013 con video, musica e contenuti originali stampabili.

### LEGO Ninjago: Dragons Rising (2023-)
Dal 1º giugno 2023, viene distribuita la serie LEGO Ninjago: La rivolta dei draghi (Ninjago: Dragons Rising). Nonostante sia stata definita dagli scrittori come un nuovo inizio, questa serie è il sequel dell'originale, a cui però sono stati apportati alcuni cambiamenti, come l'aggiunta di nuovi protagonisti.
Inoltre, la sigla iniziale non è più cantata dai The Fold, ma è una nuova canzone chiamata We rise.

### LEGO Ninjago Legends (2025)
Uno spin off di Ninjago incentrato su Kai uscito in tre corti il 15 giugno 2025 sulla piattaforma Netflix, Pluto TV e sul canale YouTube ufficiale della LEGO.

## Film
Dan Hageman e Kevin Hageman, già autori della serie televisiva e del film The LEGO Movie, hanno annunciato la trasposizione cinematografica della serie, alla cui produzione parteciperanno anche Roy Lee, Phil Lord e Chris Miller.
L'uscita del film è avvenuta nel settembre del 2017.

## Videogiochi
- LEGO Battles: Ninjago (2011)
- LEGO Ninjago: Nindroids (2014)
- LEGO Ninjago: L'Ombra di Ronin (2015)
- LEGO Ninjago - Il film: Videogame (2017)

Il mondo di Ninjago è stato incluso anche nel gioco di ruolo LEGO Universe.